# Station Warszawa Olszynka Grochowska
Station Warszawa Olszynka Grochowska is een spoorwegstation in het stadsdeel Praga in de Poolse hoofdstad Warschau.